# Benjamin Foerster-Baldenius
Benjamin Foerster-Baldenius (* 8. April 1968 in Stuttgart) ist ein deutscher darstellender Architekt und Kulturaktivist aus Berlin.

## Werdegang
Foerster-Baldenius wuchs in Hamburg auf, studierte in Berlin und Kopenhagen Architektur, gründete 1997 das Institut für angewandte Baukunst in Berlin und ist seit 1999 Mitglied der Architektenfamilie raumlaborberlin, die mit Beiträgen auf der 9., 10., 11., 12., 13. und 17. Architekturbiennale in Venedig vertreten waren. Bei letzterer bekam raumlaborberlin 2021 den goldenen Löwen überreicht.
Er lebt und arbeitet seit 1989 in Berlin und ist Vater von zwei Kindern.

### Lehre
- seit 2022 Professor für Cohabitation an der Staedelschule Frankfurt.[2] "Die Professur ist auf einer interdisziplinäre thematische Ausrichtung auf Zukunftsthemen wie Ökologie und Nachhaltigkeit focussiert."
- seit 2018 Co-Rektor der Floating University Berlin
- seit 2016 Dozent für interventions in public space an der Royal Academy, The Hague
- 2014/15 Professor für transdisziplinäres Design an der Folkwang Hochschule der Künste, Essen
- 2010/11 Professor für Architektur an der Akademie für Kunst, Architektur und Design Prag (VSUP)
- 2011/12 Gastdozent an der Kunsthochschule Weißensee, Masterstudiengang Raumstrategien

Er integrierte viele Lehrformate im Rahmen seiner Projekte.

## Auszeichnungen
Er war gemeinsam mit Manuel Castells Gewinner des Erich-Schelling-Architekturpreises 2004, obwohl er nach eigenen Angaben noch kein einziges Haus gebaut hat.